# Oakland County

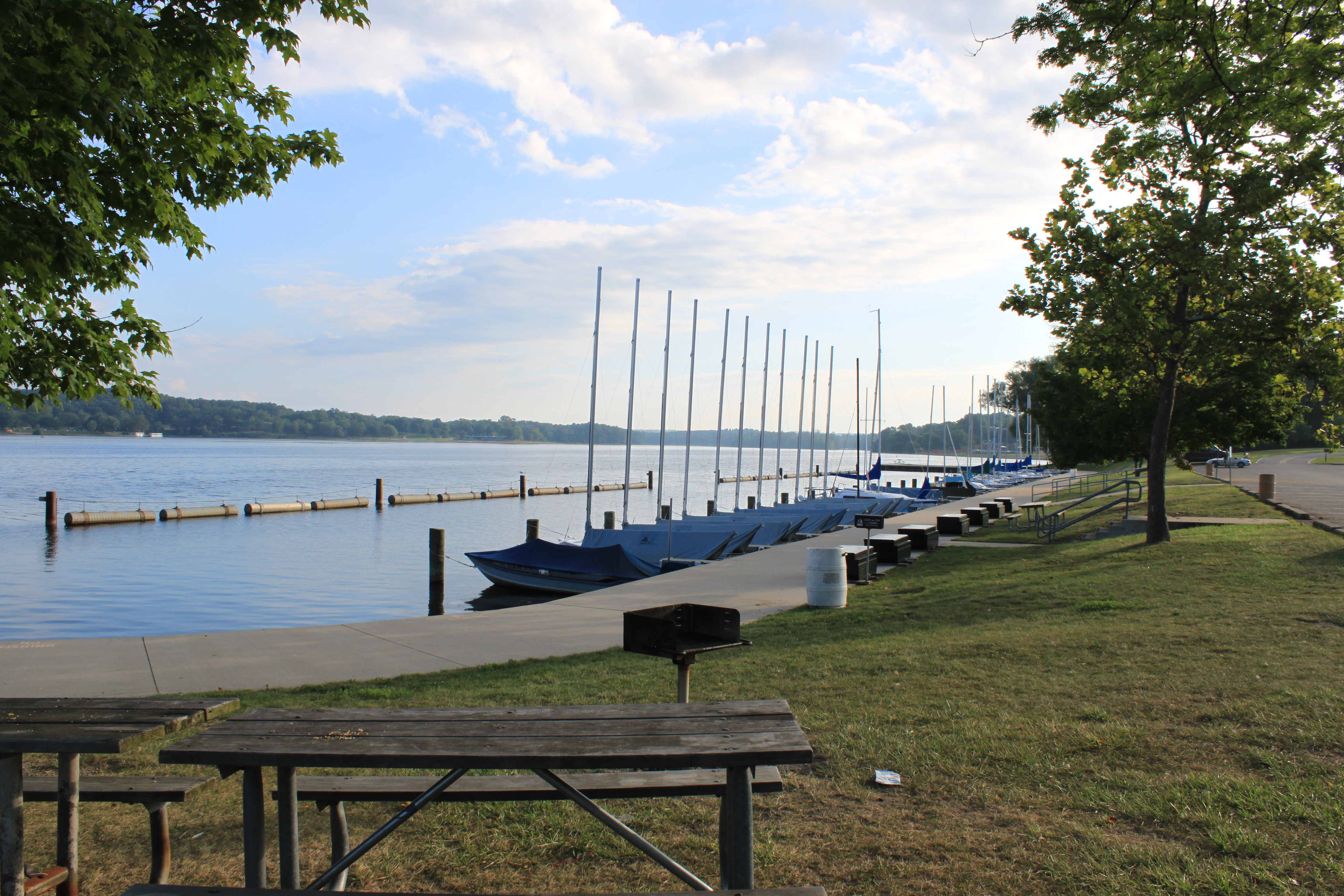
Der Kensington Metropark

Das Oakland County ist ein County im US-Bundesstaat Michigan. Der Sitz der Countyverwaltung (County Seat) befindet sich in Pontiac.  Das U.S. Census Bureau hat bei der Volkszählung 2020 eine Einwohnerzahl von 1.274.395 ermittelt.
Es ist Bestandteil von Metro Detroit, der Metropolregion um die Stadt Detroit, und ist eine der wohlhabendsten Regionen der USA. Es verfügt über ein Zentrum der Technologie-Industrie, die inoffiziell Automation Alley genannt wird. Anders als die benachbarten Countys, in denen ein höherer Anteil an Arbeitern anzutreffen ist, arbeiten die Bewohner des Oakland County überwiegend als Angestellte, vor allem im Dienstleistungssektor, im Management oder in Büros.

## Geographie
Die Fläche des Countys beträgt 2.532 km²; davon sind 92 km² Wasser. Die südliche Grenze des Countys wird durch die Eight Mile Road gebildet, welche die Nordgrenze von Detroit (im Wayne County gelegen) darstellt. Diese ist als inoffizielle Trennlinie zwischen der überwiegend schwarzen Stadt und den überwiegend weißen Vororten betrachtbar. In jüngeren Jahren hat dieses Muster der De-facto-Rassentrennung etwas nachgelassen, als Schwarze zunehmend nach Norden umzogen.
Das Oakland County grenzt an folgende Nachbarcountys:
| Genesee County    |  | Lapeer County |
| Livingston County |  | Macomb County |
| Washtenaw County  |  | Wayne County  |

## Geschichte
Die Grenzen für das zu gründende Oakland County wurden 1819 festgelegt, die Gründung erfolgte im darauf folgenden Jahr. Der Name Oakland County bezieht sich auf die großen Bestände an Eichen auf dem Gebiet des Countys.
Zwei Orte im Oakland County haben den Status einer National Historic Landmark, die Cranbrook Educational Community und die Meadow Brook Hall. 77 Bauwerke und Stätten des Countys sind insgesamt im National Register of Historic Places eingetragen (Stand 27. Januar 2018).

## Demografische Daten
Nach der Volkszählung im Jahr 2010 lebten im Oakland County 1.202.362 Menschen in 481.040 Haushalten. Die Bevölkerungsdichte betrug 492,8 Einwohner pro Quadratkilometer. In den 481.040 Haushalten lebten statistisch je 2,47 Personen.
Ethnisch betrachtet setzte sich die Bevölkerung zusammen aus 77,3 Prozent Weißen, 13,6 Prozent Afroamerikanern, 0,3 Prozent amerikanischen Ureinwohnern, 5,6 Prozent Asiaten sowie aus anderen ethnischen Gruppen; 2,2 Prozent stammten von zwei oder mehr Ethnien ab. Unabhängig von der ethnischen Zugehörigkeit waren 3,5 Prozent der Bevölkerung spanischer oder lateinamerikanischer Abstammung.
23,5 Prozent der Bevölkerung waren unter 18 Jahre alt, 63,3 Prozent waren zwischen 18 und 64 und 13,2 Prozent waren 65 Jahre oder älter. 51,5 Prozent der Bevölkerung war weiblich.
Das jährliche Durchschnittseinkommen eines Haushalts lag bei 66.390 USD. Das Prokopfeinkommen betrug 36.138 USD. 8,7 Prozent der Einwohner lebten unterhalb der Armutsgrenze.

## Gliederung
Citys
- Auburn Hills
- Berkley
- Birmingham
- Bloomfield Hills
- Clarkston
- Clawson
- Farmington Hills
- Farmington
- Ferndale
- Hazel Park
- Huntington Woods
- Keego Harbor
- Lake Angelus
- Lathrup Village
- Madison Heights
- Northville
- Novi
- Oak Park
- Orchard Lake Village
- Pleasant Ridge
- Pontiac
- Rochester
- Rochester Hills
- Royal Oak
- South Lyon
- Southfield
- Sylvan Lake
- Troy
- Walled Lake
- Wixom

Gliederung des Oakland County (schwarz: Grenzen der Gemeinden Townships, grau: Gemeindeflächen, weiß: gemeindefreies Gebiet)

Neben 31 unabhängigen Städten ist das Oakland County in 21 Townships eingeteilt:
- Addison Township
- Bloomfield Charter Township
- Brandon Township
- Commerce Charter Township
- Groveland Township
- Highland Charter Township
- Holly Township
- Independence Charter Township
- Lyon Charter Township
- Milford Charter Township
- Novi Township
- Oakland Charter Township
- Orion Charter Township
- Oxford Charter Township
- Rose Township
- Royal Oak Charter Township
- Southfield Charter Township
- Springfield Township
- Waterford Township
- West Bloomfield Charter Township
- White Lake Charter Township

Villages
- Beverly Hills
- Bingham Farms
- Franklin
- Holly
- Lake Orion
- Leonard
- Milford
- Ortonville
- Oxford
- Wolverine Lake

Unincorporated Communitys
- Bloomfield Village
- Brandon
- Commerce
- Davisburg
- Drayton Plains
- Goodison
- Independence
- Lakeville
- New Hudson
- Oakland
- Orion
- Union Lake
- Waterford
- West Bloomfield
- White Lake